# Гайнц Біглер
Гайнц Біглер (нім. Heinz Bigler, 21 грудня 1925, Берн — 20 червня 2002) — швейцарський футболіст, що грав на позиції захисника. По завершенні ігрової кар'єри — тренер. Виступав, зокрема, за клуб «Янг Бойз», а також національну збірну Швейцарії. Чотириразовий чемпіон Швейцарії. Дворазовий володар Кубка Швейцарії. 

## Клубна кар'єра
У дорослому футболі дебютував 1946 року виступами за команду клубу «Тун», в якій провів один сезон. 
1947 року перейшов до «Янг Бойз», за який відіграв 15 сезонів. За цей час чотири рази виборював титул чемпіона Швейцарії, ставав володарем Кубка Швейцарії (двічі). Завершив професіональну кар'єру футболіста у 1962 році.

## Виступи за збірну
У футболці національної збірної Швейцарії дебютував 25 травня 1953 року в Берні, в програному (1:2) товариському поєдинку проти Туреччини. Протягом кар'єри у національній команді, яка тривала 9 років, провів у її формі 10 матчів.
У складі збірної був учасником чемпіонату світу 1954 року у Швейцарії. На цьому турнірі зіграв 1 поєдинок, проти Англії (0:2). З 1953 по 1961 рік у футболці національної команди провів 10 поєдинків.

## Кар'єра тренера
Розпочав тренерську кар'єру, повернувшись до футболу після тривалої перерви, 1992 року, очоливши тренерський штаб клубу «Шаффгаузен». Досвід тренерської роботи обмежився цим клубом.
Помер 20 червня 2002 року на 77-у році життя.

## Досягнення
«Янг Бойз»
- Суперліга Швейцарії
  -  Чемпіон (4): 1956/57, 1957/58, 1958/59, 1959/60

- Кубок Швейцарії
  -  Володар (2): 1952/53, 1957/58